# Parceiros
Parceiros ist ein Ort und eine ehemalige Gemeinde (Freguesia) im portugiesischen Kreis Leiria. Die Gemeinde hatte 4668 Einwohner (Stand 30. Juni 2011).
Am 29. September 2013 wurden die Gemeinden Parceiros und Azoia zur neuen Gemeinde União das Freguesias de Parceiros e Azoia zusammengeschlossen. Parceiros ist Sitz dieser neu gebildeten Gemeinde.